# Challenger 3
Der Challenger 3 (CR3) ist ein geplanter britischer Kampfpanzer, der für das britische Heer entwickelt wird. Hergestellt werden soll er durch den Umbau bestehender Challenger-2-Panzer durch das britisch-deutsche Joint Venture Rheinmetall BAE Systems Land.
Die Verbesserungen am Challenger 2 begannen 2005 im Rahmen des Capability And Sustainment Programme (CSP), um den Challenger 2 bis in die 2030er Jahre wettbewerbsfähig zu halten. Aufgrund fehlender finanzieller Mittel wurde das Programm erst im Jahr 2014 offiziell in „Challenger 2 Life Extension Programme“ (LEP) umorganisiert. Als Reaktion auf das LEP-Programm wurden zwei Prototypen zur Evaluierung eingereicht: einer von BAE Systems im Jahr 2018 und der andere von Rheinmetall im Jahr 2019. Später im selben Jahr fusionierten BAE und Rheinmetall ihre Tätigkeit für einen Entwurf zu Rheinmetall BAE Systems Land (RBSL), womit der Vorschlag von Rheinmetall praktisch die einzige verfügbare Option war, ohne die Challenger-2-Flotte durch ausländische Modelle zu ersetzen.
Der Challenger 3 verfügt über einen völlig neuen Turm mit einer verbesserten Wanne. Die bedeutendste Änderung zwischen Challenger 2 und Challenger 3 ist der Austausch der Hauptbewaffnung des Challenger von einer 120 mm L30A1 gezogenen Kanone auf die 120-mm-L55A1-Glattrohrkanone, die wiederum eine weiterentwickelte Version der L55 ist, die in den Kampfpanzern der Leopard 2A6/A7-Familie eingebaut ist und nun mit 120 mm NATO-Standard-Munition kompatibel ist. Die Entwicklung der Munition soll in Zusammenarbeit mit der Rheinmetall AG erfolgen. Dabei soll ein neues Wuchtgeschoss für die Modelle Challenger 3 und Leopard 2 entwickelt werden.
Die Indienststellung des Challenger 3 wurde auf 2025 vorgezogen, nicht wie erst beschlossen 2027. Die ersten Exemplare sollen bereits 2025 an die Britische Armee ausgeliefert werden. Insgesamt sollen 147 Panzer produziert werden, die kosten dafür werden auf 1,17 Milliarden US-Dollar geschätzt.

## Geschichte
Der Challenger 3 wird der vierte Panzer mit diesem Namen sein. Der erste war der im Zweiten Weltkrieg verwendete Cruiser Mk VIII Challenger, der auf Basis des Cromwell Chassis entwickelt wurde und mit einem Ordnance QF 17-pounder bewaffnet war. Der zweite war der Challenger 1 aus der Zeit der Golf-Kriege, welcher der Britische MBT von den frühen 1980ern bis in Mitte der 1990er war und anschließend vom Challenger 2 abgelöst wurde, welcher im Irak-Krieg zum Einsatz kam.
Im Jahre 2005 entschied das MOD, dass ein Capability Sustainment Programm (CSP) benötigt werde, um die Einsatzzeit des Challenger 2 bis in die 2030er zu verlängern und seine Mobilität, Kampfkraft und seinen Schutz zu verbessern. Das CSP war geplant bereits 2020 fertiggestellt zu sein und sollte alle Upgrades des CLIP (Challenger Lethality Improvement Programme) beinhalten, auch die Verwendung einer 120 mm Glattrohrkanone. In 2014 wurde das CSP durch das Life Extension Programme (LEP) ersetzt, welches Ähnlichkeiten darin aufwies, veraltete Komponenten auszutauschen und die Einsatzzeit des Panzers bis 2035 zu verlängern.
In 2015 gewährte die British Army Einsicht in die Struktur des LEP, welches sich in vier Hauptteile einteilen lässt:
- Überwachung und Zielaufklärung: Upgrades für die Optiken des Kommandanten und Richtschützen und Ersetzen des Thermal Observation and Gunnery Sights (TOGS) durch dritte Generation Wärmebildtechnik
- Waffenkontroll-System: Upgrade des Fire Control Computers, Fire Control Panels und der Waffenstabilisierungs-Anlage
- Mobilität: Upgrades, dritte Generation Hydrogas Federung, verbesserte Luftfilter, CV-12 Motor, Getriebe und Kühlung
- Elektronik: Upgrades der Waffenbedienanlage und Video-Überwachungsstruktur, Verbesserung der generischen Fahrzeugstruktur, bessere On-Board Arbeitsmöglichkeit und eine Verbesserte Zusammenarbeit zwischen Mensch und Maschine

Das MoD begann auch Active Protection Systems (APS) am Challenger 2 zu testen, unter anderem auch MUSS. 
Im August 2016 schloss das MOD Testphasen-Verträge mit einigen Unternehmen für das LEP. Darunter auch Team Challenger (ein Zusammenschluss geführt von BAE Systems mit unter anderem General Dynamics UK), CMI Defence, Ricardo plc, Rheinmetall  und Lockheed Martin UK. Im November selben Jahres nannte das MOD zwei Teams geführt von BAE Systems und Rheinmetall, die nun für das LEP konkurrieren, welches dann auf £650 Millionen (ca. 763 Millionen €) geschätzt wurde.